# Campionato Dilettanti Toscana 1957-1958
Il Campionato Nazionale Dilettanti 1957-1958 è stato il V livello del campionato italiano. A carattere regionale, fu il primo campionato dilettantistico con questo nome, e il sesto se si considera che alla Promozione fu cambiato il nome assegnandogli questo.
Il campionato era organizzato su base regionale dalle Leghe Regionali e le vincenti di ogni girone venivano ammesse alla successiva fase regionale che attribuiva il titolo di lega, mentre erano complessivamente trentadue squadre, distribuite fra le regioni secondo lo schema della vecchia Promozione, a contendersi lo Scudetto Dilettanti.
Questi sono i gironi organizzati dalla Lega Regionale Toscana per la regione Toscana.

## Girone A

### Squadre partecipanti
| Squadra                             | Città (provincia)                   | Stagione 1956-1957 |
| ----------------------------------- | ----------------------------------- | ------------------ |
| A.S. Camaiore                       | Camaiore (LU)                       |                    |
| G.S. C.R.A.L. Castelfranco di Sotto | Castelfranco di Sotto (PI)          |                    |
| U.S. Castelnuovo                    | Castelnuovo di Garfagnana (LU)      |                    |
| U.S. Chiesina Uzzanese              | Chiesina Uzzanese (PT)              |                    |
| U.S. Fornaci di Barga               | Fornaci di Barga (LU)               |                    |
| U.S. Forte dei Marmi                | Forte dei Marmi (LU)                |                    |
| U.S. Fucecchio                      | Fucecchio (FI)                      |                    |
| A.S. Lucca                          | Lucca                               |                    |
| U.S. Migliarino                     | Migliarino Pisano di Vecchiano (PI) |                    |
| A.C. Monsummanese                   | Monsummano Terme (PT)               |                    |
| U.S. Pescia                         | Pescia (PT)                         |                    |
| U.S. Pietrasanta                    | Pietrasanta (LU)                    |                    |
| U.S. Ponte Buggianese               | Ponte Buggianese (PT)               |                    |
| U.S. San Marco                      | Avenza (MS)                         |                    |
| G.S.C. Sanromanese                  | Montopoli in Val d'Arno (PI)        |                    |
| U.S. Santa Maria a Monte            | Santa Maria a Monte (PI)            |                    |

### Classifica finale
|  | Pos. | Squadra                  | Pt | G  | V  | N  | P  | GF | GS | DR  |
|  | ---- | ------------------------ | -- | -- | -- | -- | -- | -- | -- | --- |
|  | 1.   | Lucca                    | 48 | 30 | 21 | 6  | 3  | 82 | 21 | +61 |
|  | 2.   | Pietrasanta              | 41 | 30 | 17 | 7  | 6  | 62 | 25 | +37 |
|  | 3.   | Camaiore                 | 39 | 30 | 15 | 9  | 6  | 48 | 27 | +21 |
|  | 3.   | Fucecchio                | 39 | 30 | 14 | 11 | 5  | 55 | 33 | +22 |
|  | 5.   | Monsummanese             | 37 | 30 | 16 | 5  | 9  | 50 | 28 | +22 |
|  | 6.   | Fornaci di Barga         | 32 | 30 | 13 | 6  | 11 | 50 | 43 | +7  |
|  | 6.   | Forte dei Marmi          | 32 | 30 | 12 | 8  | 10 | 44 | 33 | +11 |
|  | 8.   | Chiesina Uzzanese        | 30 | 30 | 11 | 8  | 11 | 40 | 39 | +1  |
|  | 9.   | Pescia                   | 29 | 30 | 11 | 7  | 12 | 51 | 42 | +9  |
|  | 10.  | San Marco                | 28 | 30 | 10 | 8  | 12 | 33 | 49 | -16 |
|  | 11.  | Castelfranco di Sotto    | 27 | 30 | 8  | 11 | 11 | 44 | 57 | -13 |
|  | 11.  | Castelnuovo              | 27 | 30 | 13 | 1  | 16 | 37 | 49 | -12 |
|  | 13.  | Sanromanese              | 25 | 30 | 9  | 7  | 14 | 36 | 61 | -25 |
|  | 14.  | Ponte Buggianese         | 21 | 30 | 10 | 1  | 19 | 46 | 51 | -5  |
|  | 15.  | Santa Maria a Monte (-1) | 13 | 30 | 6  | 2  | 22 | 33 | 83 | -50 |
|  | 16.  | Migliarino               | 9  | 30 | 3  | 3  | 24 | 17 | 87 | -70 |

Legenda:

      Ammesso alle finali regionali.
      Retrocesso in Prima Divisione.
Note:

Due punti a vittoria, uno a pareggio, zero a sconfitta.
Pari merito in caso di pari punti.

## Girone B

### Squadre partecipanti
| Squadra            | Città (provincia)           | Stagione 1956-1957 |
| ------------------ | --------------------------- | ------------------ |
| A.C. Aglianese     | Agliana (PT)                |                    |
| A.C. Amiata        | Abbadia San Salvatore (SI)  |                    |
| U.S. Antella       | Antella (FI)                |                    |
| C.S. Aquila 1902   | Montevarchi (AR)            |                    |
| U.S. Castiglionese | Castiglion Fiorentino (AR)  |                    |
| Pol. Chiusi        | Chiusi (SI)                 |                    |
| U.S. Libertas      | Tavarnelle Val di Pesa (FI) |                    |
| G.S. Marzocco      | Firenze                     |                    |
| U.S. Pontassieve   | Pontassieve (FI)            |                    |
| S.S. Pro Firenze   | Firenze                     |                    |
| S.S. Resco         | Reggello (FI)               |                    |
| U.S. Sangiovannese | San Giovanni Valdarno (AR)  |                    |
| S.S. delle Signe   | Signa (FI)                  |                    |
| S.S. Stia          | Stia (AR)                   |                    |
| A.S. Vaianese      | Vaiano (FI)                 |                    |
| S.S. Virtus        | Chianciano Terme (SI)       |                    |

### Classifica finale
|  | Pos. | Squadra            | Pt       | G  | V  | N  | P  | GF | GS | DR  |
|  | ---- | ------------------ | -------- | -- | -- | -- | -- | -- | -- | --- |
|  | 1.   | Sangiovannese      | 40       | 28 | 16 | 8  | 4  | 58 | 18 | +40 |
|  | 2.   | Chiusi             | 35       | 28 | 14 | 7  | 7  | 64 | 31 | +33 |
|  | 3.   | Antella            | 34       | 28 | 14 | 6  | 8  | 46 | 33 | +13 |
|  | 4.   | Amiata             | 33       | 28 | 11 | 11 | 6  | 41 | 27 | +14 |
|  | 4.   | Le Signe           | 33       | 28 | 11 | 11 | 6  | 34 | 28 | +6  |
|  | 4.   | Castiglionese      | 33       | 28 | 13 | 7  | 8  | 43 | 31 | +12 |
|  | 7.   | Marzocco           | 31       | 28 | 11 | 9  | 8  | 32 | 27 | +5  |
|  | 7.   | Virtus             | 31       | 28 | 11 | 9  | 8  | 46 | 33 | +13 |
|  | 9.   | Pro Firenze        | 30       | 28 | 12 | 6  | 10 | 38 | 36 | +2  |
|  | 10.  | Aquila Montevarchi | 25       | 28 | 10 | 5  | 13 | 27 | 34 | -7  |
|  | 11.  | Vaianese (-1)      | 23       | 28 | 9  | 6  | 13 | 35 | 40 | -5  |
|  | 12.  | Libertas           | 22       | 28 | 8  | 6  | 14 | 34 | 51 | -17 |
|  | 13.  | Resco              | 21       | 28 | 8  | 5  | 15 | 23 | 57 | -34 |
|  | 14.  | Stia (-1)          | 15       | 28 | 6  | 4  | 18 | 33 | 57 | -24 |
|  | 15.  | Aglianese          | 12       | 28 | 4  | 4  | 20 | 19 | 70 | -51 |
|  | ---  | Pontassieve        | Ritirato |    |    |    |    |    |    |     |

Legenda:

      Ammesso alle finali regionali.
      Retrocesso in Prima Divisione.
  Escluso dal campionato e dalla classifica stagionale.
Note:

Due punti a vittoria, uno a pareggio, zero a sconfitta.
Pari merito in caso di pari punti.

## Girone C

### Squadre partecipanti
| Squadra                      | Città (provincia)                           | Stagione 1956-1957 |
| ---------------------------- | ------------------------------------------- | ------------------ |
| S.S. Alfeagas Urbino Taccola | Uliveto Terme (PI)                          |                    |
| S.S. Audace                  | Portoferraio (LI)                           |                    |
| U.S. Castiglioncello         | Castiglioncello di Rosignano Marittimo (LI) |                    |
| U.S. Forcoli                 | Forcoli di Palaia (PI)                      |                    |
| G.S. Az. Larderello          | Larderello di Pomarance (PI)                |                    |
| U.S. Marinese                | Marina di Pisa (PI)                         |                    |
| G.S. Mobilieri               | Cascina (PI)                                |                    |
| A.C. Mobilieri Ponsacco      | Ponsacco (PI)                               |                    |
| U.S. Orbetello               | Orbetello (GR)                              |                    |
| G.S. Portuale                | Livorno                                     |                    |
| A.S. Pro Follonica           | Follonica (GR)                              |                    |
| U.S. San Frediano            | San Frediano a Settimo (PI)                 |                    |
| S.S. San Prospero            | Navacchio (PI)                              |                    |
| S.S. Vecchiano               | Vecchiano (PI)                              |                    |
| G.S. Villaggio Piaggio       | Pontedera (PI)                              |                    |
| U.S. Virtus                  | Venturina (LI)                              |                    |

### Classifica finale
|  | Pos. | Squadra                 | Pt | G  | V  | N  | P  | GF | GS | DR  |
|  | ---- | ----------------------- | -- | -- | -- | -- | -- | -- | -- | --- |
|  | 1.   | Larderello              | 46 | 30 | 18 | 10 | 2  | 72 | 24 | +48 |
|  | 2.   | Mobilieri Cascina       | 45 | 30 | 19 | 7  | 4  | 75 | 30 | +45 |
|  | 3.   | Portuale                | 39 | 30 | 12 | 15 | 3  | 46 | 29 | +17 |
|  | 4.   | Orbetello               | 38 | 30 | 15 | 8  | 7  | 66 | 42 | +24 |
|  | 5.   | Villaggio Piaggio       | 34 | 30 | 15 | 4  | 11 | 51 | 36 | +15 |
|  | 5.   | Mobilieri Ponsacco      | 34 | 30 | 11 | 12 | 7  | 43 | 35 | +8  |
|  | 7.   | Vecchiano               | 33 | 30 | 14 | 5  | 11 | 50 | 46 | +4  |
|  | 8.   | Venturina (-1)          | 30 | 30 | 12 | 7  | 11 | 46 | 42 | +4  |
|  | 9.   | Audace                  | 29 | 30 | 11 | 7  | 12 | 40 | 43 | -3  |
|  | 10.  | Pro Follonica           | 28 | 30 | 11 | 6  | 13 | 46 | 43 | +3  |
|  | 11.  | Marinese                | 27 | 30 | 11 | 5  | 14 | 39 | 50 | -11 |
|  | 12.  | Forcoli                 | 25 | 30 | 9  | 7  | 14 | 38 | 54 | -16 |
|  | 13.  | Castiglioncello         | 24 | 30 | 9  | 6  | 15 | 28 | 48 | -20 |
|  | 14.  | Alfeagas Urbino Taccola | 20 | 30 | 6  | 8  | 16 | 32 | 56 | -24 |
|  | 15.  | San Prospero            | 17 | 30 | 8  | 1  | 21 | 34 | 59 | -25 |
|  | 16.  | San Frediano (-1)       | 7  | 30 | 1  | 6  | 23 | 16 | 85 | -69 |

Legenda:

      Ammesso alle finali regionali.
      Retrocesso in Prima Divisione.
Note:

Due punti a vittoria, uno a pareggio, zero a sconfitta.
Pari merito in caso di pari punti.

## Verdetti finali
- ??? è campione toscano del Campionato Nazionale Dilettanti.
- Larderello, Lucca e Sangiovannese sono ammesse alle finali nazionali per il titolo del Campionato Nazionale Dilettanti.
- Larderello, Lucca e Sangiovannese sono promosse in Interregionale 1958-1959.
- Aglianese e  Migliarino, Pontassieve, San Frediano, San Prospero e Santa Maria a Monte retrocesse in Prima Divisione.
- Pontassieve, escluso per ritiro dal campionato, non è stato successivamente reintegrato nei ruoli federali dalla Lega Regionale Toscana.